# Limba sami
Limba sami este numele generic pentru limbile vorbite în nordul Norvegiei, Suediei, Finlandei, și în nordvestul extrem al Rusiei de către populația sami. Sunt de fapt mai multe limbi, care se numesc și saami, sámi, samic, saamic, laponă, lapică. Ultimele două denumiri, de altfel ca și termenul lapon este considerat derogatoriu de populația sami, căci, împrumutat prin suedeză înseamnă "înapoiat", "întârziat".

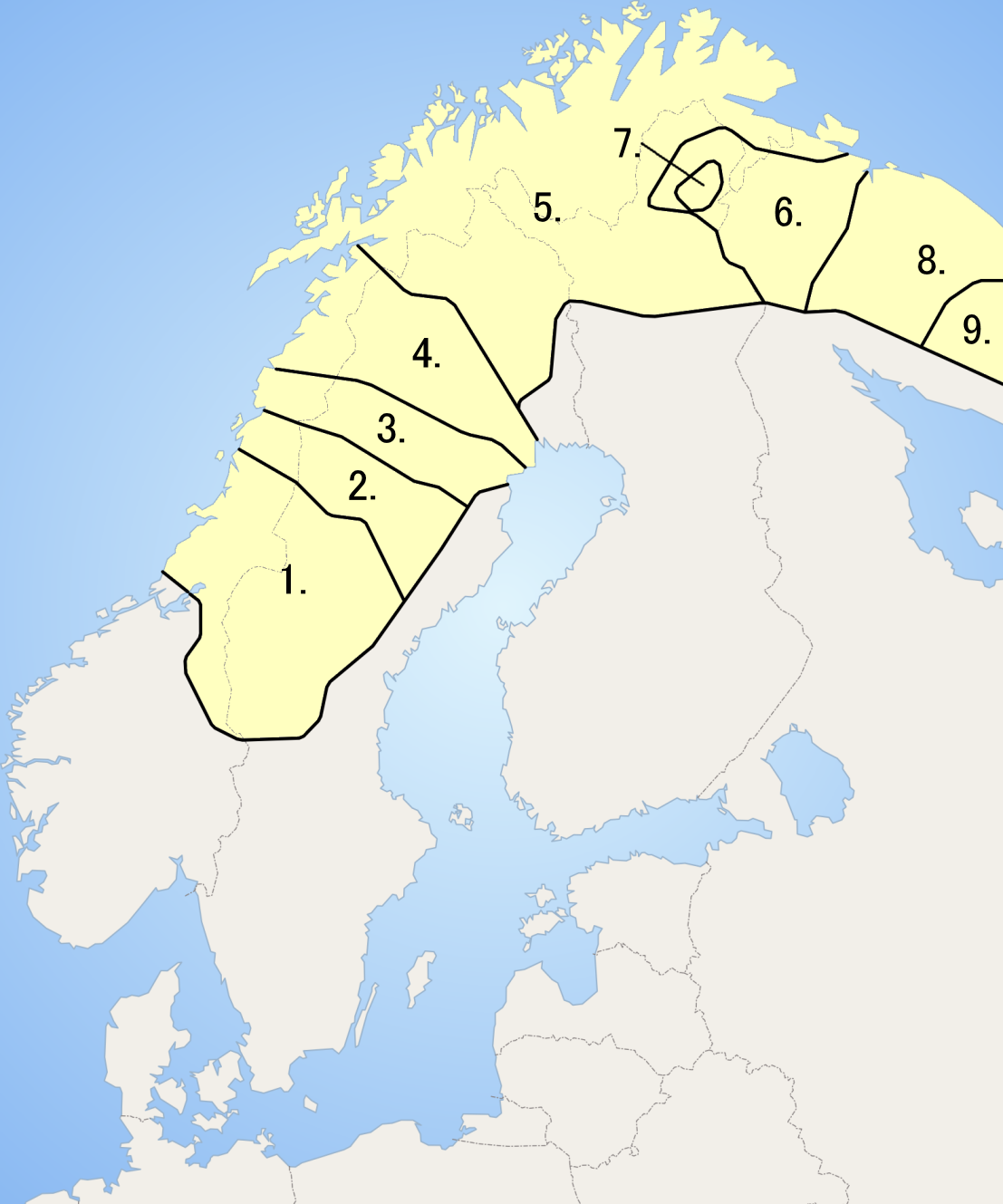
1. Lb. sami de sud
2. Lb. sami ume
3. Lb. sami pite
4. Lb. sami lule
5. Lb. sami de nord
6. Lb. sami skolt
7. Lb. sami inari
8. Lb. sami kildin
9. Lb. sami ter

Limbile sami formează o ramură familiei limbilor uralice. Din punct de vedere al relațiilor între ele, limbile sami pot fi împărțite în două grupuri: cele de vest și cele de est. Părți ale limbilor sami formează un fel de dialect continuu, ceea ce însemnă că vorbitori ai două limbi vecine se pot înțelege între ei, dar vorbitori ai grupurilor mai îndepărtate geografic unul de altul, nu se pot înțelege.

## Limbi sami de vest
- Limba sami de sud
- Limba sami pite
- Limba sámi din Ume
- Limba sami lule
- Limba sami de nord

## Limbi sami de est
- Limba sami inari
- Limba sami kemi (moartă)
- Limba sami skolt
- Limba sami akkala (moartă)
- Limba sami kildin
- Limba sami ter (posibil moartă)
- Limba sami kainuu (moartă)

## Scriere
Limbile sami folosesc o variantă dezvoltată a alfabetului latin, cu excepția limbii sami kildin care folosește o variantă dezvoltată a alfabetului chirilic.

## Statut oficial
Articolul 110a al constituției Norvegiei, adoptat în aprilie 1988, spune că "este datoria statului să creeze condiții care să dea populației sami posibilitatea de a-și păstra și dezvolta limba, cultura și modul de viață." Limba sami este limbă oficială în localitățile norvegiene Kautokeino, Karasjok, Gáivuotna (Kåfjord), Nesseby, Porsanger, Tana, Tysfjord și Snåsa.
În Finlanda, legea limbii sami (1991) le dă dreptul samilor să-și folosească limba sami în toate relațiile cu guvernul și organele administrative finlandeze. În Enontekiö, Inari, Sodankylä și în municipalitățile Utsjoki limba sami este limbă oficială.
În Suedia, limba sami a fost recunoscută, în 2002, ca fiind una din cele cinci limbi minoritare. Astfel ea poate fi folosită în relațiile cu organele administrative în localitățile Arjeplog, Gällivare, Jokkmokk și Kiruna.